# 케언 테리어

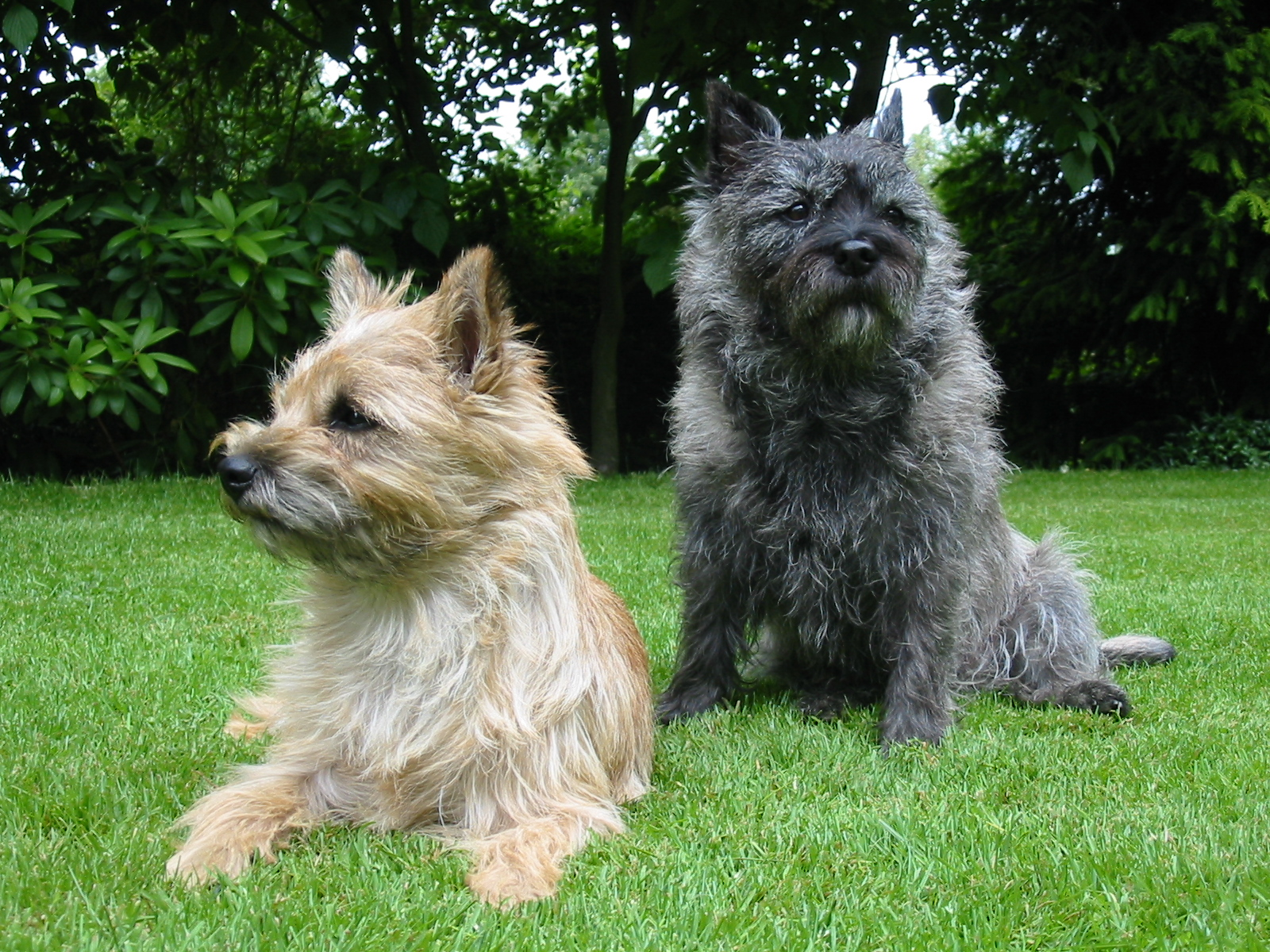
모색의 변화를 보여주는 두 마리의 케언 테리어

케언 테리어(Cairn Terrier)는 스코틀랜드 고지가 원산지인 테리어견 품종으로 스코틀랜드 최초의 사역견 중 하나로 알려져 있다.
"케언 테리어"라는 이름은 이 품종이 1909년 영국의 공식 쇼에 처음 소개되었을 때 처음에는 "짧은 머리 스카이 테리어"라는 이름으로 제시된 타협안이었다. 이 이름은 스카이 테리어 사육자들의 반대에 직면했을 때 켄넬 클럽에서 받아들여지지 않았다. 대체 이름인 케언 테리어가 채택되었다.

## 역사
케언 테리어는 스코틀랜드 고지와 스카이섬에서 유래되었다. 1873년 이전에는 스코틀랜드의 테리어를 총칭하여 '스코틀랜드 테리어'라고 불렀다. 품종 확립 초기에는 '단모 스카이 테리어'라는 이름이 사용되었다. 스카이 테리어 클럽(Skye Terrier Club)이 우려를 제기한 후 대신 '케언 테리어(Cairn Terrier)'라는 이름이 붙여졌다. 케언 테리어(Cairn Terrier)라는 이름은 테리어가 종종 해충을 쫓아내는 케언(Cairn)에서 유래되었다.
영국의 케넬 클럽은 1912년에 케언 테리어에 별도의 품종으로 등록을 부여했다. 인정을 받은 첫 해에는 134마리가 등록되었고 이 품종은 챔피언십 지위를 받았다.

## 설명
케언 테리어는 검은색, 크림색, 밀색, 빨간색, 모래색, 회색 또는 얼룩무늬가 있는 거친 내후성 외부 털을 가지고 있다. 순수한 검정색, 검정색과 황갈색, 흰색은 많은 애견협회에서 허용되지 않는다. 한때 흰색 케언의 등록이 허용되었지만 1917년 이후 아메리칸 케널 클럽에서는 웨스트 하일랜드 화이트 테리어로 등록하도록 요구했다. 케언의 주목할만한 특징은 얼룩덜룩한 케언가 일생 동안 자주 색이 변한다는 것이다. 얼룩덜룩한 케언가 나이가 들수록 점점 더 검은색이나 은색으로 변하는 것은 드문 일이 아니다. 케언은 부드럽고 촘촘한 속털과 거친 겉털로 이루어진 이중모이다. 잘 손질된 케언은 기교가 전혀 없는 거칠고 준비된 모습을 가지고 있다. 케언 테리어는 1903년에 아메리칸 케널 클럽에 등록되었다.
케언 테리어는 노리치 테리어와 비슷해 보이지만 약간의 차이점이 있다(예: 덥수룩한 털). 모피의 바깥층은 덥수룩하지만 부드럽고 솜털같은 속털을 가지고 있다. 이상적인 체중은 4.5~7.3kg(10~16lb), 높이는 9~13인치(23~33cm)이다.